# Länsstyrelsen i Uppsala län
Länsstyrelsen i Uppsala län är en statlig myndighet med kansli i Uppsala. Länsstyrelsen ansvarar för den statliga förvaltningen i länet, och har flera olika mål gällande regional utveckling. Länsstyrelsen i Uppsala län har cirka 200 anställda.
Länsstyrelsens chef är landshövdingen, som utses av Sveriges regering.